# Suite no 2 de Bartók
Pour les articles homonymes, voir Suite no 2.
La Suite no 2 Op. 4, Sz. 34, BB 40 pour orchestre est une œuvre composée par Béla Bartók en 1905 et 1907.
Le compositeur la remanie en 1921, puis à nouveau en 1943. Il en a aussi écrit une transcription pour piano.
La suite reprend des thèmes de danses. Dans le deuxième mouvement, ils forment une fugue. Le troisième mouvement « rappelle les improvisations sur un instrument paysan hongrois, le tárogató ». D'après Pierre Citron, le dernier mouvement, composé deux ans après, rappelle la fin de la Symphonie no 6 de Beethoven.

## Mouvements
1. Comodo
2. Allegro scherzando
3. Andante
4. Comodo

## Discographie
- L'Orchestre symphonique de Minneapolis dirigé par Antal Doráti en 1955 (Mercury)
- L'Orchestre symphonique d'état hongrois dirigé par Miklós Erdélyi (Hungaroton)
- L'Orchestre philharmonique national hongrois dirigé par Zoltán Kocsis (Philips)